# Braakbal

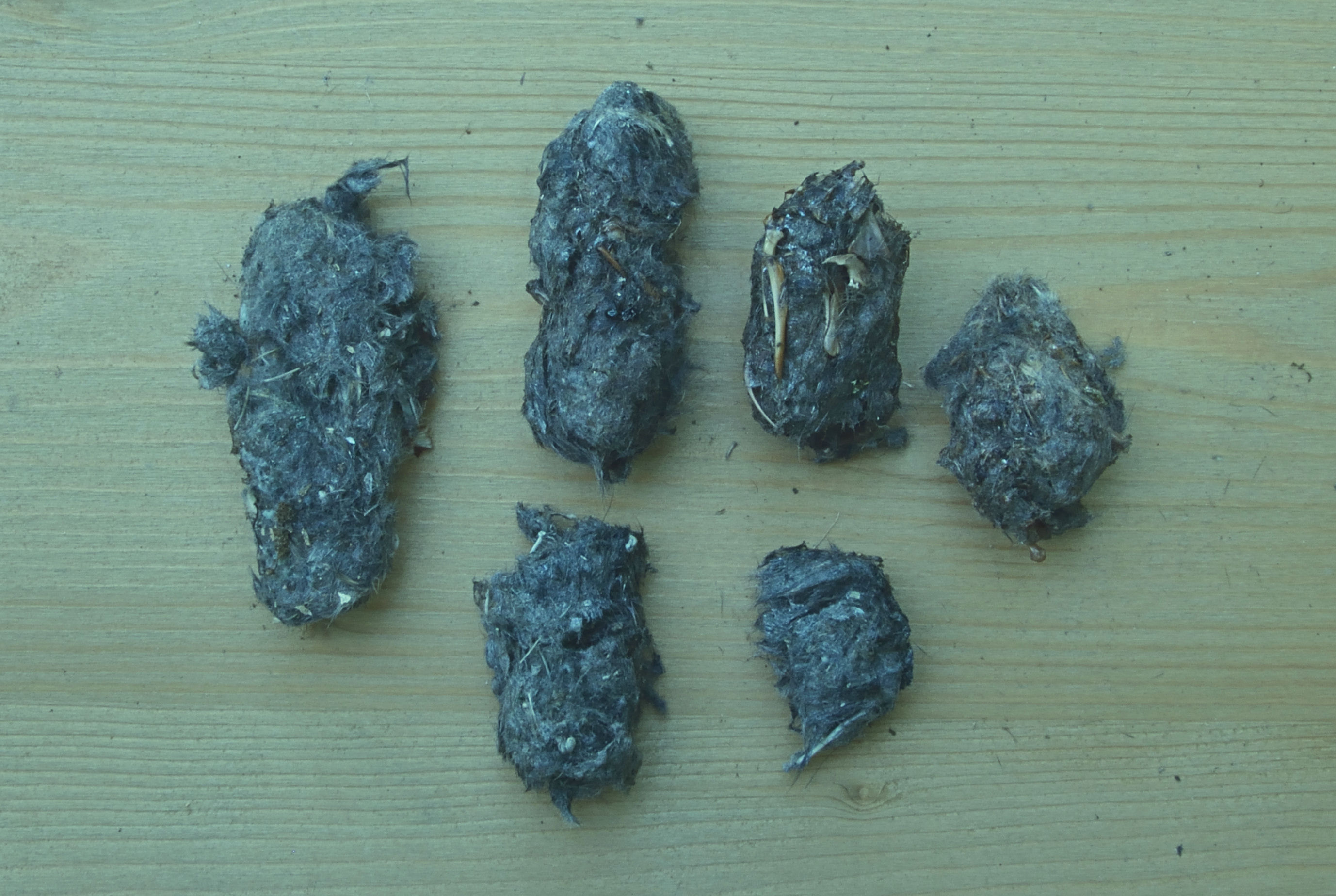
Braakballen van de steenuil
(Athene noctua)

Een braakbal is een meestal ronde of ovale brok materiaal. Een braakbal bestaat uit de onverteerde resten van dieren, zoals haren, botjes en nagels. Braakballen worden alleen afgegeven door roofdieren. Het is een vorm van orale afgifte van onverteerbare resten door deze uit te braken. Het dier heeft hiertoe twee magen; een die het voedsel verteert en een tweede die de grotere delen tegenhoudt en deze samenkneedt tot een bal. De bekendste dieren die braakballen produceren zijn uilen, deze braakballen worden ook wel uilenballen genoemd. Ook andere roofvogels produceren braakballen om van de haren, botten en veren af te komen. Aan een braakbal is vaak goed in te schatten om welk dier het gaat. Zo heeft iedere uilensoort ongeveer een eigen soort uilenbal qua vorm, grootte en inhoud. Aan de schedels van de prooidieren is te zien om welke groep of soort het gaat, zodat een bal veel zegt over het eetpatroon van het dier. Braakballen van uilen zijn daarnaast te onderscheiden doordat ze alle botten bevatten; een uil slikt zijn prooi in één keer door. Andere roofvogels scheuren stukken vlees van de prooi maar laten de grotere botten ongemoeid. Voorbeelden van brakende vogels zijn meeuwen, kraaiachtigen en reigers.
Ook katten braken weleens, dit doen ze om van de haren af te komen die ze doorslikken tijdens het wassen. Katten doen dat met de tong en krijgen zo veel onverteerbare haren binnen. Voor het braken eten katten daarom eerst gras wat het braken opwekt. Deze braakbal wordt haarbal genoemd, omdat er geen stukjes prooidieren in zitten. 

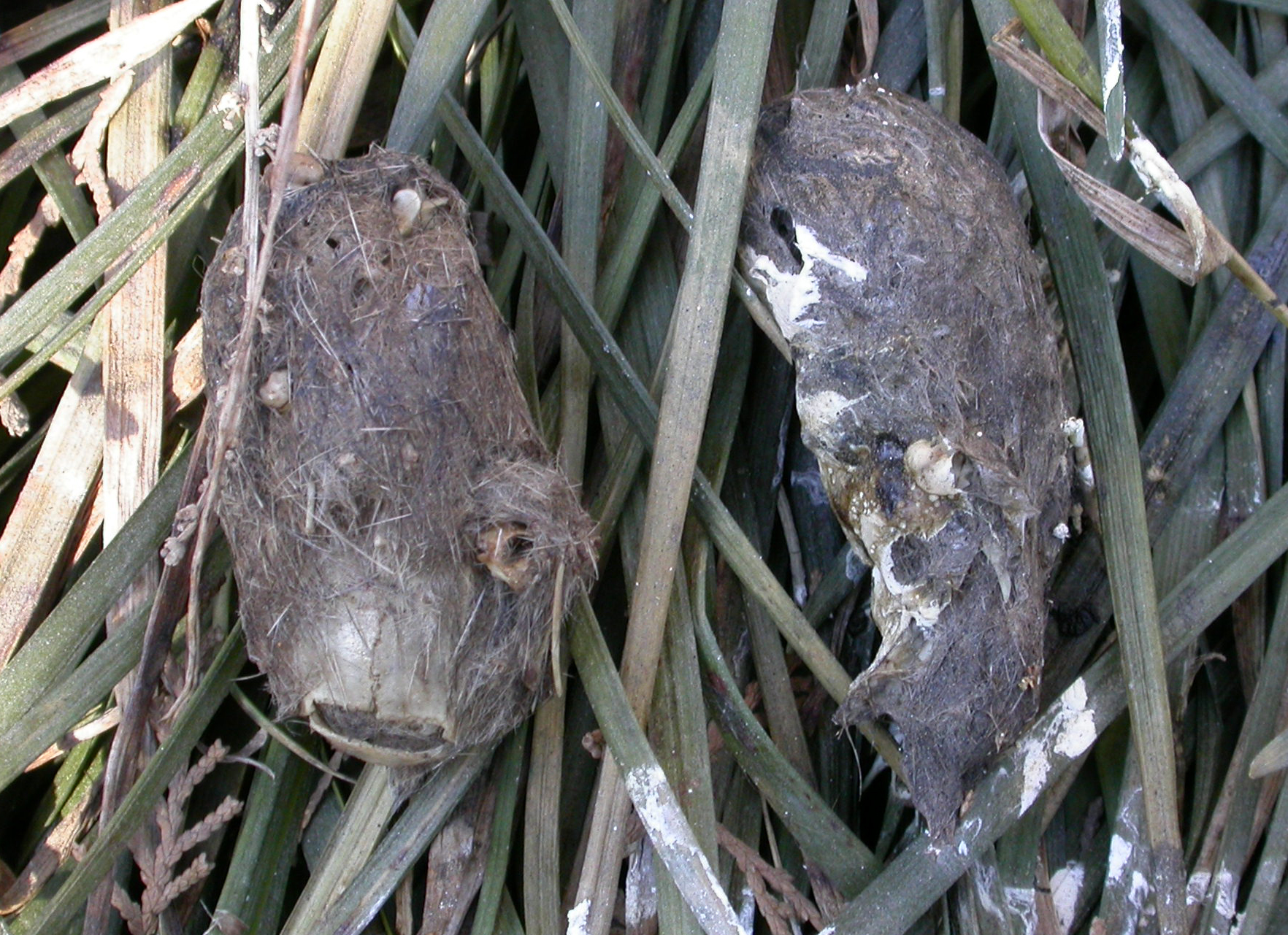
Braakballen van de ransuil
(Asio otus)